# 500 miles d'Indianapolis 1965

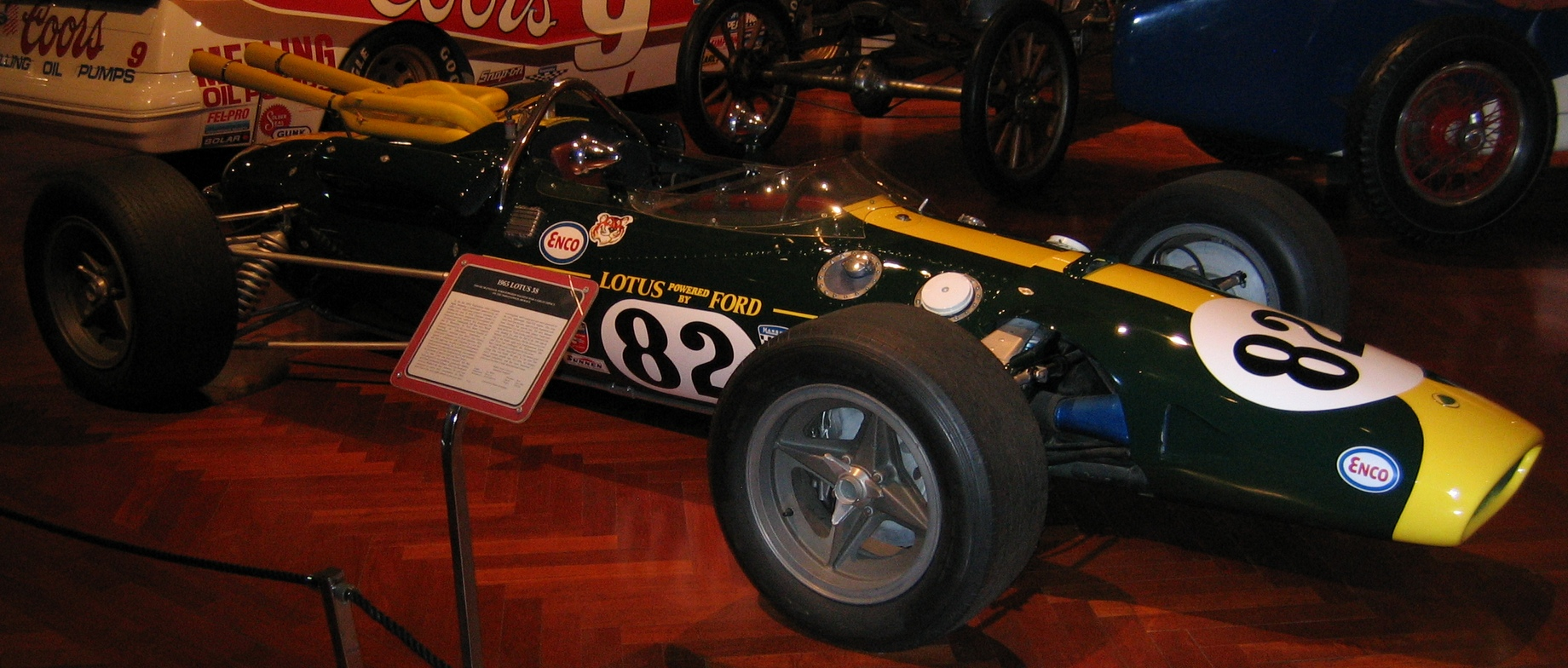
La Lotus-Ford de Jim Clark, victorieuse de l'édition 1965 des 500 miles d'Indianapolis.

Les 500 miles d'Indianapolis 1965, courus sur l'Indianapolis Motor Speedway et organisés le lundi 31 mai 1965, ont été remportés par le pilote britannique Jim Clark sur une Lotus-Ford du Team Lotus.

## Grille de départ
| Ligne | Intérieur      | Milieu            | Extérieur       |
| 1     | A. J. Foyt     | Jim Clark         | Dan Gurney      |
| 2     | Mario Andretti | Parnelli Jones    | Billy Foster    |
| 3     | Al Miller II   | Bobby Unser       | Lloyd Ruby      |
| 4     | Bob Veith      | Johnny Rutherford | Len Sutton      |
| 5     | Jim McElreath  | Gordon Johncock   | Mickey Rupp     |
| 6     | George Snider  | Jerry Grant       | Don Branson     |
| 7     | Arnie Knepper  | Jim Hurtubise     | Walt Hansgen    |
| 8     | Bobby Johns    | Roger McCluskey   | Bud Tingelstad  |
| 9     | Ronnie Duman   | Chuck Stevenson   | Joe Leonard     |
| 10    | Eddie Johnson  | Johnny Boyd       | Chuck Rodee     |
| 11    | Masten Gregory | Al Unser          | Bill Cheesbourg |

La pole a été réalisée par A. J. Foyt à la moyenne de 259,479 km/h. Il s'agit également du meilleur temps des qualifications.

## Classement final
| no | Pilote              | Voiture                  | Tours | Temps/Abandon     |
| 1  | Jim Clark           | Lotus-Ford               | 200   |                   |
| 2  | Parnelli Jones      | Kuzma Lotus-Ford         | 200   |                   |
| 3  | Mario Andretti (R)  | Hawk-Ford                | 200   |                   |
| 4  | Al Miller II        | Lotus-Ford               | 200   |                   |
| 5  | Gordon Johncock (R) | Watson-Offenhauser       | 200   |                   |
| 6  | Mickey Rupp (R)     | Gerhardt-Offenhauser     | 198   |                   |
| 7  | Bobby Johns (R)     | Lotus-Ford               | 197   |                   |
| 8  | Don Branson         | Watson-Ford              | 197   |                   |
| 9  | Al Unser (R)        | Lola-Ford                | 196   |                   |
| 10 | Eddie Johnson       | Watson-Offenhauser       | 195   |                   |
| 11 | Lloyd Ruby          | Halibrand-Ford           | 184   | moteur            |
| 12 | Len Sutton          | Vollstedt-Ford           | 177   |                   |
| 13 | Johnny Boyd         | BRP-Ford                 | 140   | boîte de vitesses |
| 14 | Walt Hansgen        | Huffaker-Offenhauser     | 117   | surchauffe        |
| 15 | A. J. Foyt          | Lotus-Ford               | 115   | boîte de vitesses |
| 16 | Bud Tingelstad      | Lola-Offenhauser         | 115   | accident          |
| 17 | Billy Foster (R)    | Vollstedt-Offenhauser    | 85    | moteur            |
| 18 | Arnie Knepper (R)   | Kurtis Kraft-Offenhauser | 80    | moteur            |
| 19 | Bobby Unser         | Ferguson-Novi            | 69    | fuite d'huile     |
| 20 | Jim McElreath       | Brabham-Offenhauser      | 66    | suspension        |
| 21 | George Snider (R)   | Gerhardt-Offenhauser     | 64    | suspension        |
| 22 | Ronnie Duman        | Gerhardt-Offenhauser     | 62    | suspension        |
| 23 | Masten Gregory (R)  | BRP-Ford                 | 59    | pression d'huile  |
| 24 | Bob Veith           | Huffaker-Offenhauser     | 58    | moteur            |
| 25 | Chuck Stevenson     | Kuzma-Offenhauser        | 50    | moteur            |
| 26 | Dan Gurney          | Lotus-Ford               | 42    | boîte de vitesses |
| 27 | Jerry Grant (R)     | Huffaker-Offenhauser     | 30    | mécanique         |
| 28 | Chuck Rodee         | Halibrand-Offenhauser    | 28    | suspension        |
| 29 | Joe Leonard (R)     | Halibrand-Ford           | 27    | fuite d'huile     |
| 30 | Roger McCluskey     | Halibrand-Ford           | 18    | embrayage         |
| 31 | Johnny Rutherford   | Halibrand-Ford           | 15    | suspension        |
| 32 | Bill Cheesbourg     | Gerhardt-Offenhauser     | 14    | mécanique         |
| 33 | Jim Hurtubise       | Kurtis-Novi              | 1     | transmission      |

Un (R) indique que le pilote était éligible au trophée du "Rookie of the Year" (meilleur débutant de l'année), attribué à Mario Andretti.

## À noter
- Passés proche du succès lors des deux éditions précédentes, Jim Clark et sa Lotus-Ford dominent la course. Il s'agit du premier succès à Indianapolis d'une voiture à moteur arrière.

## Sources
- (en) Résultats complets sur le site officiel de l'Indy 500